# Rok liturgiczny w Kościołach mariawickich
Rok liturgiczny w Kościołach mariawickich – to cykl wspomnień historii zbawienia w oparciu o wydarzenia z życia i śmierci Jezusa Chrystusa zawarte w ciągu jednego roku kalendarzowego obchodzone w różnych Kościołach odwołujących się do tradycji mariawickiej. Ponadto w ten cykl wpisane są wspomnienia z życia Maryi, Mateczki, Aniołów, Świętych, zmarłych i wydarzeń z życia Kościoła.
Mariawici zachowali katolicki kalendarz liturgiczny sprzed reform dokonanych w Kościele rzymskokatolickim w XX wieku. Niektórym uroczystościom nadali dodatkowe znaczenie i wprowadzili własne święta, akcentujące wątki wypływające z objawień Dzieła Wielkiego Miłosierdzia.
Według wskazania św. Marii Franciszki Kozłowskiej rozróżniają dwa cykle świąt kościelnych. Odnośnie do świąt ruchomych jako początek roku liturgicznego Mateczka wskazała Wielki Czwartek, zaś świąt stałych dzień 2 sierpnia (Święto Matki Bożej Anielskiej i Objawienia Dzieła Wielkiego Miłosierdzia). Po roku 1935 zauważa się też tendencję zwracania uwagi na I niedzielę Adwentu jako pierwszy dzień roku kościelnego. Mamy więc do czynienia z trzema różnymi dniami rozpoczynanymi rok liturgiczny, które to artykułują odmienne treści (Eucharystia i Pascha – Dzieło Wielkiego Miłosierdzia – Oczekiwanie na paruzję).

## Okresy liturgiczne
Cały rok liturgiczny skoncentrowany jest wokół Chrystusa obecnego w Przenajświętszym Sakramencie, który jest Głową Kościoła. Pierwsze półrocze, rozpoczynające się w adwencie, koncentruje się na Jego życiu i zbawczym Dziele. Drugie, od Zielonych Świątek wskazuje na Jego nauczanie i rolę Ducha Świętego w Kościele.

### Adwent
Adwent to pierwsza część roku kościelnego, która rozpoczyna się od nieszporów w sobotni wieczór między 27 listopada a 2 grudnia, kończy zaś 24 grudnia, w wigilię Bożego Narodzenia. Jest to okres trwający około czterech tygodni, zawierający zawsze cztery niedziele, na pamiątkę czterech tysięcy lat oczekiwania na Mesjasza przez Żydów. Nazwa pochodzi od łacińskiego rzeczownika adventus, który w języku polskim oznacza przyjście. 
Adwent jest czasem radosnego oczekiwania na przyjście Zbawiciela. W liturgii czytane są zarówno proroctwa Starego Testamentu zapowiadające przyjście Mesjasza na ziemię, jak również fragmenty Apokalipsy św. Jana, listy apostolskie i Ewangelie w których znajdują się zapowiedzi paruzji oraz przyjścia Królestwa Bożego na ziemię. W Ewangeliach wybrzmiewają fragmenty o Maryi i Janie Chrzcicielu, który przygotowuje drogę na przyjście Pańskie. Adwent chociaż ma charakter radosnego oczekiwania, zawiera w sobie elementy pokutne. We Mszy Świętej nie odmawia się hymnu anielskiego - Chwała na wysokości Bogu, aby radośnie wybrzmiał on przy Narodzeniu Chrystusa podczas pasterki. Kościół wzywa także wiernych do rezygnacji z organizowania hucznych imprez, praktykowania modlitwy, postu i jałmużny, podejmowania różnego rodzaju wyrzeczeń i postanowień.
W mariawityzmie szczególnie akcentuje się maryjny aspekt oczekiwania. Rankiem odprawiane są Msze roratnie, zwłaszcza w środy i soboty, podczas których zapalona jest dodatkowa świeca - roratka, oznaczająca Maryję, która nosi w sobie Światłość świata, Jezusa Chrystusa Syna Bożego.
W rozumieniu mariawickim, adwent (oczekiwanie na przyjście Jezusa) trwa przez całe życie. Mariawita, powinien być zawsze przygotowany na spotkanie z Chrystusem. W szczególny sposób rozważa się powtórne przyjście Chrystusa do duszy każdego człowieka, które następuje na skutek przyjmowania Komunii Świętej.
W niektórych parafiach odprawiane są rekolekcje adwentowe. W ostatnich latach można zaobserwować zwyczaj umieszczania w kościołach i domach wiernych wieńców adwentowych.

### Boże Narodzenie
Rano, w wigilię Bożego Narodzenia sprawowana jest specjalna Msza wigilijna, w której udziela się radość ze zbliżającej się uroczystości. Po zachodzie słońca wierni zasiadają do wieczerzy wigilijnej, która u mariawitów ma charakter postny. W Kościele Katolickim Mariawitów wieczerza rozpoczyna się od sprawowania Mszy świętej ludowej i przyjęcia Komunii świętej. W Kościele Starokatolickim Mariawitów wierni tradycyjnie dzielą się opłatkiem, a na stołach płonie świeca Wigilijnego Dzieła Pomocy Dzieciom.
W liturgii mariawickiej święta Bożego Narodzenia trwają przez trzy dni od 25 grudnia do 27 grudnia. W wielu parafiach świętowanie rozpoczyna się w nocy z 24 na 25 grudnia od uroczystej jutrzni bożonarodzeniowej i Pasterki. W pierwszy dzień świąt Bożego Narodzenia Msze Święte sprawowane są według trzech różnych formularzy mszalnych nawiązujących do hołdu aniołów, pasterzy i mędrców, stąd nazwy Mszy: Anielska o północy, Pasterska o świcie i Królewska sprawowana w południe.
W drugi dzień świąt, na wspomnienie ukamienowania św. Szczepana w niektórych parafiach istnieje zwyczaj obrzucania się owsem, orzechami lub cukierkami. Tradycja ta szczególnie jest żywa w diecezji śląsko-łódzkiej. Pękająca skorupa orzecha jest symbolem nowego życia. Trzeciego dnia świąt, 27 grudnia mariawici wspominają św. Jana Apostoła i Ewangelistę, na pamiątkę nieudanej próby otrucia świętego zatrutym winem, kapłani błogosławią wino i dają wiernym do spożycia.
Szczególne znaczenie ma także Zakończenie Starego Roku, podczas którego wierni dziękują Bogu za otrzymane przez cały rok dary i łaski, wynagradzają za grzechy i własną oziębłość. W parafiach odprawiane są dziękczynne nabożeństwa: Msze Święte i adoracje Przenajświętszego Sakramentu, na zakończenie których śpiewany jest hymn Ciebie Boga chwalimy. W Nowy Rok przypada uroczystość Obrzezania Pańskiego i Imienia Jezus, podczas której wierni modlą się o błogosławieństwo na cały rok i odmawiają litanię do Najsłodszego Imienia Jezus.
Między 24 grudnia a 6 stycznia trwa czas Godów Bożonarodzeniowych, czyli 12 świętych dni i nocy, w których szczególnie akcentuje się rolę przyjścia Chrystusa na świat. Jest to czas wspólnego śpiewania kolęd i pastorałek, kiedy to mieszkania wiernych odwiedzają kolędnicy.
W uroczystość Objawienia Pańskiego, na pamiątkę przyniesienia przez świętych królów Kacpra, Melchiora i Baltazara darów Chrystusowi, po Mszy świętej święci się kredę, kadzidło i złoto. Poświęconą kredą (symbolizującą krew, którą Izraelici w Paschę skrapiali odrzwia) pisze się nad drzwiami pierwsze litery imion świętych królów K+M+B oraz aktualny Rok Pański, kadzidło spala się na cześć Bożą w domu (we wspólnocie rodziny), a poświęcone złoto (symbol władzy królewskiej) wraca na swoje miejsce (np. poświęcona obrączka, czy łańcuszek). Po uroczystości Epifanii rozpoczyna się okres wizyt duszpasterskich, zwanych kolędami, podczas których kapłani poświęcają domy wiernych. W liturgii trwa okres po Objawieniu Pańskim, kiedy Ewangelie ukazują spektakularne wydarzenia dokonane przez Jezusa, np. cud w Kanie Galilejskiej.
Liturgiczny okres Bożego Narodzenia trwa 40 dni, od 25 grudnia do 2 lutego – uroczystości Oczyszczenia Najświętszej Maryi Panny i Ofiarowania Pańskiego, w tradycji polskiej zwanej świętem Matki Bożej Gromnicznej. W ten dzień w kościołach poświęcane są specjalne świece, zwane gromnicami, które mają chronić wiernych od niebezpieczeństw.
W czasie tych 40 dni śpiewane są kolędy, a kościoły i domy wiernych przystrojone są szopkami, choinkami i bożonarodzeniowymi dekoracjami. W parafiach odbywają się jasełka, spotkania choinkowe podczas których dzieci otrzymują prezenty od św. Mikołaja, a także integracyjne spotkania opłatkowe dla wszystkich parafian.
W okresie Bożego Narodzenia mariawici szczególnie akcentują przyjście Chrystusa w Eucharystii, które dokonuje się codziennie na ołtarzach całego świata. Przenajświętszy Sakrament jest bowiem przedłużeniem tajemnicy Wcielenia Syna Bożego. Według nauczania Ojców Kościoła Bóg stał się człowiekiem, aby człowiek mógł stać się bogiem. W ten czas szczególnie akcentuje się miłość Boga do człowieka, która objawia się we Wcieleniu. Mariawita wezwany jest do przebóstwienia, do zjednoczenia z Bogiem. Bóg uniża siebie, przyjmując ludzkie ciało, aby nasze człowieczeństwo podnieść wzwyż mocą swej łaski i zjednoczyć ze swoim bóstwem.

### Przedpoście
Na 70 dni przed Wielkanocą, na pamiątkę 70 lat niewoli babilońskiej, rozpoczyna się okres Siedemdziesiątnicy przygotowujący do przeżycia Wielkiego Postu. Trwa on zaledwie dwa i pół tygodnia i liturgicznie ma charakter pokutny.
W liturgii nie odmawia się Alleluja ani hymnu anielskiego. Czytania tego okresu akcentują zgubne dla ludzkości skutki grzechu oraz zbawienną drogę, którą wskazuje ludziom Jezus Chrystus. Między lekcją a Ewangelią odmawiany jest traktus, czyli dłuższy psalm o charakterze pokutnym.
Na liturgiczny czas Siedemdziesiątnicy przypada czas karnawału, zapustów i ostatków. W ostatnich dniach przedpościa odbywają się modlitwy wynagradzające za grzechy popełnione podczas karnawału. Szczególnym przejawem tej modlitwy jest nabożeństwo czterdziestogodzinne, którego zwyczaj zachował się w parafii mariawickiej w Cegłowie.
Charakterystyczne są nazwy niedziel przedpostnych, które wskazują ile (w przybliżeniu) pozostało dni do Wielkanocy: I niedziela - Siedemdziesiątnica, zwana w tradycji ludowej Starozapustną, II niedziela - Sześćdziesiątnica, zwana Mięsopustną, III niedziela - Pięćdziesiątnica, zwana Zapustną.

### Wielki Post
Wielki Post, zwany także czasem pasyjnym jest pokutnym okresem liturgicznym, który rozpoczyna się w Popielec i trwa 40 dni do Wielkiej Soboty. Przypadające w tym czasie niedziele i uroczystości (św. Józefa Oblubieńca i Zwiastowanie Najświętszej Maryi Pannie) nie są dniami postnymi. Mimo pokutnego i pasyjnego charakteru, Wielki Post jest dla mariawitów czasem przygotowania do Wielkanocy. Jest to pełen nadziei na zmartwychwstanie, czas refleksji nad kondycją duchową człowieka.
Liturgia Środy Popielcowej zwraca uwagę na pokutę i nawrócenie się do Boga, od którego wszystko pochodzi. Kapłani posypują głowy wiernych popiołem, wypowiadając przy tym słowa: pamiętaj człowiecze, prochem jesteś i w proch się obrócisz. Słowa te przypominają o kruchości ludzkiego życia i konieczności złożenia nadziei w Bogu.
W centralnym punkcie kościołów eksponuje się krucyfiks, pozostawiony do adoracji. Dekoracje ołtarzy i świątyń są znacznie skromniejsze w porównaniu do innych okresów liturgicznych.
Odprawiane są dodatkowe nabożeństwa pasyjne, w piątki Drogi Krzyżowe, a w niedziele Gorzkie Żale. Adoracje Przenajświętszego Sakramentu przybierają charakter pokutny, często połączony z rozważaniem Męki Pańskiej. We wszystkich parafiach mariawickich odbywają się rekolekcje wielkopostne, podczas których licznie gromadzą się wierni i przystępują do Sakramentu Pokuty.
Kościół szczególnie zachęca wiernych do praktykowania głównych uczynków dobrych: modlitwy, postu i jałmużny. Dniami postnymi są środy (na pamiątkę zdrady Judasza) i piątki (na pamiątkę męki i śmierci Chrystusa). W Kościołach mariawickich post nie jest narzucony pod grzechem, ma charakter obligatoryjny i nie musi on polegać na wstrzymywaniu się od pokarmów mięsnych. Chodzi tu przede wszystkim o zwrócenie uwagi na dobrowolne wyrzeczenie się jakiegoś pokarmu, czy innego typu przyjemności. Post ścisły zalecany jest w Środę Popielcową oraz Wielki Piątek. Niektórzy wierni podejmują się poszczenia o chlebie i wodzie w konkretnych intencjach.
Liturgia ma charakter pokutny, nie odmawia się Alleluja, hymnu anielskiego, ani hymnu dziękczynnego - Ciebie Boga chwalimy. Zamiast nich śpiewane są suplikacje, pieśni pasyjne, pokutne i hymn Przed oczy Twoje. A w czasie nieszporów zamiast Alleluja śpiewa się Chwała Tobie Panie, Królu wiecznej chwały.
Wielki Post składa się z dwóch części pokutnej i pasyjnej, która rozpoczyna się w piątą niedzielę Wielkiego Postu, zwaną niedzielą Męki Pańskiej. Wówczas wszystkie krzyże w kościele zasłonięte zostają ciemnym materiałem, wskazującym na żałobę. Na tydzień przed rozważaniem śmierci Chrystusa, w piątek po niedzieli Męki Pańskiej obchodzona jest uroczystość Siedmiu Boleści Najświętszej Maryi Panny, która koncentruje się na cierpieniu Matki Bożej i duchowym dopełnieniu przez nią Ofiary Chrystusa.

#### Wielki Tydzień
Na zakończenie Wielkiego Postu przypada Wielki Tydzień, który rozpoczyna się w Niedzielę Palmową i trwa do Wielkiej Niedzieli, obejmując Święte Triduum Paschalne. Niedziela Palmowa w Kościele mariawitów ma charakter świąteczny i radosny, przy jednoczesnej zapowiedzi Jego męczeńskiej śmierci. Liturgia ukazuje Chrystusa jako Króla panującego nad narodami, który wśród okrzyków i wesela wjeżdża na osiołku do Jerozolimy. Szczególnie w tym dniu wybrzmiewa zwrot Hosanna Synowi Dawidowemu, który z jednej strony wysławia Syna Bożego, a z drugiej wzywa Go o pomoc i wyzwolenie z niewoli. Na początku liturgii następuje obrzęd poświęcenia palm wielkanocnych.
Liturgia Wielkiego Tygodnia jest odmienna w poszczególnych nurtach mariawityzmu:
- W Kościele Katolickim Mariawitów w RP zniesione zostały wszystkie dodatkowe ceremonie jakie dotychczas miały miejsce w czasie nabożeństw wielkotygodniowych, łącznie ze święceniem olejów, ognia, wody, cierni, ubieraniem grobów itp. W nabożeństwach centralne miejsce zajmuje uroczysta Msza św. oraz adoracja Przenajświętszego Sakramentu połączona z rozważaniem Męki Pańskiej.
- W Kościele Starokatolickim Mariawitów w RP zachowana została większość obrzędów, zwyczajów i tradycji pielęgnowanych w Kościele rzymskokatolickim na początku XX wieku. Od Wielkiego Czwartku aż do rezurekcji odprawiana jest dniem i nocą adoracja Przenajświętszego Sakramentu, wierni zmieniają się co godzinę pełniąc straż najpierw w ciemnicy a następnie przy grobie Pańskim. Oprócz liturgicznych nabożeństw odprawiane są Gorzkie Żale, Drogi Krzyżowe i wspólne adoracje.     
  - W Wielki Czwartek biskupi poświęcają oleje święte, a na parafiach sprawowana jest uroczysta Msza święta z przeniesieniem Przenajświętszego Sakramentu do ciemnicy i nieszpory. Po nieszporach kapłan dokonuje obnażenia ołtarza.
  - W Wielki Piątek liturgia odbywa się przy bocznym ołtarzu, czytana jest Męka Pańska, odmawiana jest modlitwa powszechna Kościoła, po której uczczenie Krzyża Świętego i przeniesienie Przenajświętszego Sakramentu z ciemnicy do bocznego ołtarza. Następnie kapłan sprawuje Msze świętą prekonsekracyjną z uprzednio poświęconych darów, w liturgii nie ma konsekracji a wierni nie przystępują do Komunii świętej. Po przyjęciu Komunii przez kapłana następuje przeniesienie monstrancji z Przenajświętszym Sakramentem (która przykryta jest welonem) do Grobu Pańskiego, który znajduje się zawsze w głównym ołtarzu. Na koniec odmawiane są nieszpory.
  - W Wielką Sobotę odbywa się szereg ceremonii i sprawowana jest uroczysta Msza Święta. Na początku przed wejściem do świątyni rozpalany jest ogień, który jest poświęcany razem z kadzidłem, gronami i cierniem. Następnie za pomocą trójramiennego świecznika (triangułu) wnoszone jest poświęcone światło do kościoła. Następnie przy bocznym ołtarzu odśpiewywane jest orędzie wielkanocne podczas którego następuje poświęcenie paschału. Po zapaleniu paschału odczytywane są biblijne proroctwa, po których następuje poświęcenie wody święconej i wody chrzcielnej, śpiewana jest litania do Wszystkich Świętych i sprawowana jest uroczysta Msza święta zakończona nieszporami. W ciągu dnia poświęcane są pokarmy.
- We Francji mariawici praktykują liturgię Wielkiego Tygodnia z elementami zapożyczonymi ze współczesnej liturgii rzymskokatolickiej, wprowadzonej po Soborze Watykańskim II.
- W Argentynie mariawici praktykują liturgię Wielkiego Tygodnia, w której zachowana została większość praktyk zapożyczonych w liturgii Kościoła Starokatolickiego Mariawitów dostosowana do zwyczajów lokalnych.

### Wielkanoc
To najważniejsze święto chrześcijańskie wyrażające radość ze Zmartwychwstania Chrystusa. W niedzielę wczesnym rankiem następuje rezurekcja – otwarcie grobu Pańskiego, po której procesja z Przenajświętszym Sakramentem trzykrotnie okrąża kościół, a kiedy powróci do świątyni odprawiana jest jutrznia wielkanocna i uroczysta Msza Święta rezurekcyjna. Po przyjściu z kościoła wierni w swoich domach siadają do śniadania wielkanocnego, gdzie dzielą się jajkiem, spożywają święconkę i składają sobie życzenia.
Obchody świąt wielkanocnych trwają przez trzy dni: Niedzielę Wielkanocą, Poniedziałek Wielkanocny i Wtorek Wielkanocny, a oktawa uroczystości kończy się w Niedzielę Przewodnią. Od niedzieli przewodniej główna Msza Święta poprzedzona jest pokropieniem wiernych wodą święconą. Na zakończenie Sumy śpiewa się pieśń Przez Twoje Święte Zmartwychpowstanie, po której wyrusza procesja, która okrąża kościół. Podczas procesji śpiewa się Wesoły nam dzień dziś nastał a na zakończenie nabożeństwa Królowo Niebios lub Wesel się Królowo miła.
W pobliżu ołtarza znajduje się figura Chrystusa Zmartwychwstałego, a podczas Mszy Świętej zapala się paschał, ponadto na krzyżu procesyjnym przewieszona jest czerwona stuła – symbol zwycięstwa Ofiary Arcykapłańskiej Chrystusa nad śmiercią i grzechem.
25 kwietnia we wspomnienie św. Marka Ewangelisty i trzy dni przed uroczystością Wniebowstąpienia Pańskiego przypadają Dni Krzyżowe, czas szczególnej modlitwy błagalnej, o urodzaj i Boże błogosławieństwo dla pól i zasiewów. Niegdyś w te dni z kościoła do przydrożnych krzyży (stąd nazwa) odbywała się procesja podczas której śpiewano litanię do Wszystkich Świętych i odmawiano psalmy i różne modlitwy błagalne, kapłan w trakcie procesji poświęcał i błogosławił pola. Kiedy procesja wracała do kościoła sprawowana była specjalna Msza Święta z prośbą o błogosławieństwo i urodzaj. Obecnie odchodzi się od praktykowania procesji i błogosławieństwa pól w te dni, jednakże wszystkie przepisane modlitwy i Msza Święta błagalna sprawowane są w kościołach.
40 dni po Wielkanocy przypada uroczystość Wniebowstąpienia Pańskiego, która zawsze obchodzona jest w czwartek. Po przeczytaniu Ewangelii gasi się paschał i wynosi z prezbiterium. Liturgiczny okres wielkanocny trwa 50 dni, aż do wigilii Zesłania Ducha Świętego.

### Zielone Świątki
Trzecim najważniejszym świętem chrześcijańskim jest Zesłanie Ducha Świętego, w tradycji ludowej zwane Zielonymi Świątkami. Na ten czas domy i kościoły przystrajane są gałązkami brzozy i liśćmi tataraku, a ołtarz dekoruje się kwiatami w kolorze czerwonym, symbolizującym ogień miłości Ducha Świętego.
Przygotowaniem do uroczystości jest nowenna do Ducha Przenajświętszego, której odmawianie rozpoczyna się w uroczystość Wniebowstąpienia Pańskiego. Wówczas Pan Jezus nakazał uczniom pozostać w Jerozolimie, aż Ojciec wypełni swoją obietnicę i będą napełnieni mocą z wysokości. Na pamiątkę tego modlitewnego czuwania, chrześcijanie wzywają Ducha Świętego, aby zstąpił na wiernych i udzielił im swoich darów. Odmawianie nowenny kończy się w wigilię Zesłania Ducha Świętego, podczas której odbywają się nabożeństwa ku czci Ducha Pocieszyciela.
W uroczystość Zesłania Ducha Świętego odmawia się hymn Przybądź Duchu Stworzycielu, litanię do Ducha Świętego i modlitwy do Boskiego Parakleta. Na zakończenie nabożeństwa kapłan intonuje: Przez Twoje Święte Ducha Zesłanie i wyrusza procesja z Przenajświętszym Sakramentem, która okrąża kościół. Szczególnie uroczyście obchodzi się Zesłanie Ducha Świętego w Felicjanowie, gdzie zjeżdżają się wierni i sympatycy Kościoła Katolickiego Mariawitów ze wszystkich parafii.
Uroczyste świętowanie Zielonych Świątek trwa przez trzy dni: niedzielę, poniedziałek i wtorek, a oktawa Zesłania Ducha Świętego, podczas której odmawia się sekwencję Przybądź Duchu Święty, kończy się w uroczystość Trójcy Przenajświętszej.

### Okres zwykły
Uroczystość Trójcy Przenajświętszej rozpoczyna okres zwykły w ciągu roku, a następujące po niej niedziele noszą nazwę niedziel po Zesłaniu Ducha Świętego i trwają aż do końca roku liturgicznego (do I niedzieli adwentu).
60 dni po Wielkanocy przypada uroczystość Bożego Ciała, podczas której z kościołów i kaplic wychodzą procesje do czterech ołtarzy. Jest to szczególnie uroczyście obchodzone święto na cześć Pana Jezusa obecnego w Przenajświętszym Sakramencie. Wierni licznie gromadzą się w świątyniach i podczas procesji, aby oddawać hołd utajonemu w Eucharystii Bogu. Przy każdym z ołtarzy czytany jest prolog jednej z czterech Ewangelii lub inny fragment odnoszący się do Eucharystii. Na zakończenie procesji kapłan udziela błogosławieństwa Przenajświętszym Sakramentem na cztery strony świata. Przez następne 8 dni trwa oktawa Bożego Ciała, podczas której codziennie sprawowane są wotywne Msze Święte o Przenajświętszym Sakramencie, a wieczorami odprawiane są nieszpory o Przenajświętszym Sakramencie. W większych parafiach codziennie, na zakończenie nabożeństwa wyrusza procesja z Przenajświętszym Sakramentem, która okrąża kościół. Na zakończenie oktawy Bożego Ciała poświęcane są wianki z polnych ziół i kwiatów. Zwyczajowo poświęcenie wianków odbywa się po nieszporach, stąd potocznie nazywane jest Ostatnim Nieszporem. Po zakończeniu oktawy Bożego Ciała, w piątek, obchodzona jest uroczystość Najsłodszego Serca Pana Jezusa.
W okresie po Zesłaniu Ducha Świętego szczególnie ukazana jest działalność Kościoła, nad którym asystuje Duch Święty. Czytania mszalne ukazują różne aspekty wiary, a Ewangelie ukazują nauczanie Chrystusa w przypowieściach, głoszenie Królestwa Bożego i wzywanie do życia w świętości. Jest to czas w którym odbywają się liczne uroczystości parafialne, a także ogólnokościelne.
W większych parafiach w każdą niedzielę po Sumie wyrusza procesja z Przenajświętszym Sakramentem i okrąża kościół.
Zakończenie roku kościelnego, które przypada w listopadzie liturgia przypomina o Sądzie Bożym i przygotowuje na powtórne przyjście Chrystusa.

## Święta i uroczystości
Uroczystości to główne święta w ciągu roku kościelnego, często różniące się oprawą liturgiczną od innych dni. Wszystkie uroczystości posiadają własne formularze mszalne, a większość z nich zmienne części do nieszporów. Jeżeli uroczystość przypada w niedzielę, najczęściej formularz niedzielny ustępuje danej uroczystości. W wyjątkowych przypadkach, można przenieść obchód uroczystości na najbliższą niedziele.
W mariawityzmie, niemal każdy miesiąc przeznaczony jest na kontemplowanie konkretnej tajemnicy wiary.

### Styczeń
Pierwszy miesiąc w roku charakteryzuje się powierzeniem swojego życia Jezusowi Chrystusowi z prośbą o pokój, zdrowie i błogosławieństwo. Odmawiana jest litania do Najsłodszego Imienia Jezus, kapłani odwiedzają i błogosławią domy wiernych podczas wizyt duszpasterskich, zwanych kolędami. Przy parafiach odbywają się spotkania opłatkowe, jasełka, a dzieci podczas zabaw choinkowych otrzymują prezenty od św. Mikołaja.
W dniach 18-25 stycznia trwa się Tydzień Modlitw o Jedność Chrześcijan, podczas którego odbywają się nabożeństwa ekumeniczne, modlitwy, koncerty i różne wydarzenia, mające na celu zbliżenie pomiędzy chrześcijanami różnych denominacji.
W styczniu przypadają następujące święta i uroczystości mariawickie:
- 1 stycznia – Obrzezanie Pańskie i Imienia Jezus (Nowy Rok)
- 6 stycznia – Objawienie Pańskie (Trzech Króli)
- 23 stycznia – Zaślubiny Najświętszej Maryi Panny ze św. Józefem
- 25 stycznia – Nawrócenie św. Pawła Apostoła

### Luty
Drugi miesiąc jest czasem przełomu, kiedy styka się okres Bożego Narodzenia, Przedpościa i Wielkiego Postu. To czas organizacji hucznych imprez ostatkowych, walentynkowych czy balów karnawałowych. Dawniej, zwłaszcza na wsiach popularne były zapusty. W wymiarze liturgicznym charakteryzuje się modlitwami wynagradzającymi za grzechy popełnione podczas karnawału.
W lutym przypadają następujące święta i uroczystości mariawickie: 
- 2 lutego – Ofiarowanie Pańskie i Oczyszczenie Najświętszej Maryi Panny (Matki Bożej Gromnicznej)
- 11 lutego – Objawienia Matki Bożej w Lourdes
- 24 lutego – św. Macieja Apostoła

Ze świąt ruchomych może przypaść Popielec. 

### Marzec
Jest czasem wyciszenia, kontemplacji, w parafiach odbywają się rekolekcje wielkopostne, wierni uczestniczą w nabożeństwach pasyjnych i pokutnych. Szczególną czcią i uznaniem cieszy się św. Józef z Nazaretu, oblubieniec Najświętszej Maryi Panny i opiekun Pana Jezusa. Jest on patronem tego miesiąca.
W lutym przypadają następujące święta i uroczystości mariawickie:
- 19 marca – św. Józefa Oblubieńca Najświętszej Maryi Panny
- 21 marca – św. Benedyka z Nursji (szczególnie obchodzone w prowincji francuskiej Kościoła Starokatolickiego Mariawitów)
- 24 marca – św. Gabriela Archanioła
- 25 marca – Zwiastowanie Najświętszej Maryi Panny

### Kwiecień
To czas przygotowań przedświątecznych i wielkanocnej radości. W parafiach odbywają się wielkanocne spotkania, podczas których wierni dzielą się jajkiem i składają sobie życzenia. Maturzyści gromadzą się na modlitwie za prośbą o błogosławieństwo podczas pisania egzaminu dojrzałości. 
Ze ważniejszych wspomnień liturgicznych przypadają: 
- 23 kwietnia – św. Wojciecha Biskupa, patrona Polski
- 25 kwietnia – św. Marka Ewangelisty, obchodzone jako dzień modlitwy o urodzaj
- 28 kwietnia – św. Ludwika Marii Grignion de Montfort, patrona mariawitów

Ze świąt ruchomych może przypaść w piątek po Niedzieli Męki Pańskiej (V Wielkiego Postu) uroczystość Siedmiu Boleści Najświętszej Maryi Panny, następnie Niedziela Palmowa, Wielki Tydzień, Triduum Paschalne, trzy dni uroczystości Zmartwychwstania Pańskiego, Niedziela Przewodnia. W III czwartek kwietnia w Kościele Katolickim Mariawitów jest obchodzona uroczystość Przyjścia Królestwa Chrystusowego na ziemię.

### Maj
Uznawany jest przez wielu mariawitów za najpiękniejszy miesiąc, kiedy przyroda budzi się do życia. Jest poświęcony Najświętszej Maryi Pannie, codziennie nie tylko w kościołach parafialnych, ale także przy filialnych kaplicach oraz przydrożnych kapliczkach odprawiane są wieczorami nabożeństwa majowe, podczas których śpiewana jest litania loretańska, antyfona Pod Twoją Obronę i liczne pieśni maryjne. Na zakończenie nabożeństwa majowego czytane są fragmenty Pisma Świętego, Dzieła Wielkiego Miłosierdzia lub innych religijnych tekstów mówiących o Maryi.  
Jest to także miesiąc, w którym urodziła się św. Maria Franciszka Kozłowska, dlatego też można zauważyć w liturgii liczne akcenty ku jej czci, np. w Kościele Katolickim Mariawitów we wtorki, czwartki i niedziele zamiast litanii do Matki Bożej śpiewana jest litania do Mateczki, podczas nabożeństwa majowego. 
W maju przypadają następujące święta i uroczystości mariawickie: 
- 1 maja – św. Filipa i Jakuba Apostołów, jest to także międzynarodowe święto Pracy.
- 3 maja – Znalezienie Krzyża Świętego, obchodzone w Polsce jako święto narodowe Konstytucji 3 Maja
- 6 maja – św. Jana Apostoła w oleju
- 8 maja – św. Stanisława Biskupa i Męczennika
- 17 maja – św. Paschalisa Baylona, patrona mariawitów
- 22 maja – św. Rity Wdowy (szczególne obchodzone w prowincji francuskiej Kościoła Starokatolickiego Mariawitów).
- 26 maja – Męczeństwo św. Michała (obchodzona w Kościele Katolickim Mariawitów)
- 27 maja – Narodzenie św. Marii Franciszki (w Kościele Starokatolickim Mariawitów dodatkowo rocznica poświęcenia kościoła i pamiątka poświęcenia fundamentów w Świątyni Miłosierdzia i Miłości w Płocku 27 maja 1911 roku)

Ze świąt ruchomych mogą przypaść Dni Krzyżowe, Wniebowstąpienie Pańskie i trzy dniu uroczystości Zesłania Ducha Świętego. 
W Kościele Katolickim Mariawitów IV niedziela po Wielkanocy obchodzona jest jako święto opieki św. Józefa, zaś w Zielone Świątki odbywa się główna uroczystość ogólnokościelna obchodzona jako Przyjście Ducha Świętego na ziemię w Mateczce.

### Czerwiec
Jest miesiącem poświęconym Najsłodszemu Sercu Jezusowemu. W wielu miejscach odprawiane są nabożeństwa czerwcowe ku czci Serca Jezusa, podczas którego śpiewana jest litania i pieśni do Najsłodszego Serca Pana Jezusa i odmawiana jest Koronka do Miłosierdzia Bożego, autorstwa św. Marii Franciszki Kozłowskiej. Na zakończenie nabożeństwa czerwcowego mogą być również czytane różne rozważania o tematyce religijnej. Ponadto w czerwcu odbywają się liczne uroczystości parafialne, zwane potocznie odpustami, na które zjeżdżają się mariawici z innych parafii.
W czerwcu przypadają następujące święta i uroczystości mariawickie:
- 11 czerwca – św. Barnaby Apostoła
- 13 czerwca – św. Antoniego Padewskiego
- 24 czerwca – Narodzenie św. Jana Chrzciciela
- 29 czerwca – świętych Apostołów Piotra i Pawła

Ze świąt ruchomych może przypaść uroczystość Trójcy Przenajświętszej, Boże Ciało wraz z oktawą, Najsłodszego Serca Pana Jezusa. W niedzielę przed uroczystością Narodzenia św. Jana Chrzciciela obchodzona jest uroczystość Matki Bożej Nieustającej Pomocy, zaś w II czwartek czerwca w Kościele Katolickim Mariawitów przypada święto Zwycięstwo Dzieła Bożego. 

### Lipiec
Czas letnich wakacji sprzyja organizowaniu licznych kolonii, obozów czy rekolekcji, zwłaszcza dla dzieci i młodzieży. Organizowane są akcje pomocy wobec mniejszych parafii i porządkowania zaniedbanych cmentarzy mariawickich.  
W Kościele Katolickim Mariawitów odprawiane jest nabożeństwo lipcowe ku czci Przenajświętszego Sakramentu. 
W lipcu przypadają następujące święta i uroczystości mariawickie: 
- 2 lipca – Nawiedzenie Najświętszej Maryi Panny
- 6 lipca – św. Jana Husa
- 7 lipca – św. Cyryla i Metodego, Apostołów Słowian
- 9 lipca – św. Weroniki, patronki nowicjuszek w Zgromadzeniu Sióstr Mariawitek
- 15 lipca – Rozesłanie Apostołów
- 16 lipca – Matki Bożej Szkaplerznej
- 19 lipca – Boleści Najświętszej Mateczki (obchodzona w Kościele Katolickim Mariawitów)
- 22 lipca – św. Marii Magdaleny
- 25 lipca – św. Jakuba Apostoła
- 26 lipca – św. Anny i św. Joachima, rodziców Najświętszej Maryi Panny (w Kościele Katolickim Mariawitów obchodzona jako św. Anny i Jakuba rodziców Maryi i Mateczki)

### Sierpień
Nazywany jest miesiącem mariawickim, ponieważ 2 sierpnia 1893 roku, św. Maria Franciszka otrzymała Objawienia Dzieła Wielkiego Miłosierdzia. Tego miesiąca odbywa się wiele uroczystości o mariawickim rodowodzie, lub posiadających specyficzną dla mariawitów interpretację. Jest czasem pogłębionej modlitwy, rozważania życia i objawień Mateczki, odwiedzania miejsc świętych i ważnych w historii mariawityzmu.  
W Kościele Katolickim Mariawitów odprawiane jest nabożeństwo sierpniowe ku czci Krwi Przenajdroższej Pana Jezusa. 
W sierpniu przypadają następujące święta i uroczystości mariawickie: 
- 1 sierpnia – św. Alfonsa Marii Liguori (patrona Zgromadzenia Kapłanów Mariawitów)
- 2 sierpnia – Matki Bożej Anielskiej i Objawienie Światu Dzieła Wielkiego Miłosierdzia (w Polsce dzień ustawowo wolny od pracy dla mariawitów)
- 5 sierpnia – Matki Bożej Śnieżnej
- 6 sierpnia – Przemienienie Pańskie (w Kościele Katolickim Mariawitów obchodzone również jako Przeniesienie Wybraństwa Bożego na Mariawitów)
- 12 sierpnia – Świętej Matki Klary (uroczystość patronalna w Zgromadzeniu Sióstr Mariawitek)
- 15 sierpnia – Wniebowzięcie Najświętszej Maryi Panny i Poświęcenie Świątyni Miłosierdzia i Miłości w Płocku (główna uroczystość ogólnokościelna w Kościele Starokatolickim Mariawitów)
- 23 sierpnia – Krwi Przenajdroższej Zbawiciela i Ofiary Mateczki (w Polsce dzień ustawowo wolny od pracy dla mariawitów felicjanowskich)
- 24 sierpnia – św. Bartłomieja Apostoła
- 29 sierpnia – Ścięcie św. Jana Chrzciciela
- 31 sierpnia – Rocznica Ustania Ofiary (obchodzona w Kościele Katolickim Mariawitów)

### Wrzesień
To czas powrotu uczniów do szkół z letniego wypoczynku. Na początku września odprawiane są nabożeństwa w intencji dzieci i młodzieży rozpoczynających rok szkolny i katechetyczny. W następnych dniach szczególnie akcentuje się wdzięczność wobec Boga za Dzieło Stworzenia, organizowane są liczne nabożeństwa dziękczynne, dożynki, święta plonów. We wrześniu odbywają się także liczne uroczystości parafialne, które integrują wiernych z różnych parafii.  
W duchowości szczególnie akcentuje się rolę Aniołów, a w Kościele Katolickim Mariawitów zaleca się odmawianie we wrześniu litanii do św. Michała Archanioła. 
We wrześniu obchodzone są następujące święta i uroczystości mariawickie: 
- 1 września – świętej Marii Izabeli Arcykapłanki (obchodzona w Kościele Katolickim Mariawitów)
- 8 września – Narodzenie Najświętszej Maryi Panny (pamiątka założenia ukrytego Zgromadzenia Sióstr Ubogich Świętej Matki Klary)
- 12 września – Imienia Najświętszej Maryi Panny (obchodzona w Kościele Katolickim Mariawitów)
- 14 września – Podwyższenie Krzyża Świętego
- 17 września – Stygmatów św. Franciszka
- 19 września – Serca Najświętszej Maryi Panny (obchodzona w Kościele Katolickim Mariawitów)
- 21 września – św. Mateusza Ewangelisty
- 29 września – świętego Michała Archanioła

### Październik
Ten jesienny miesiąc poświęcony jest modlitwie różańcowej i rozważaniu tajemnic z życia Pana Jezusa i Matki Bożej. Podczas nabożeństwa październikowego odmawia się jedną część Różańca Świętego (w poniedziałki i czwartki tajemnice radosne, we wtorki i piątki tajemnice bolesne, a w środy, soboty i niedziele tajemnice chwalebne), litanię loretańską, antyfonę Pod Twoją Obronę i modlitwę do św. Józefa.  
W Kościele Katolickim Mariawitów odmawia się na przemian litanię do Maryi z litanią do Mateczki oraz modlitwę do św. Józefa z modlitwą do św. Michała. 
W październiku obchodzone są następujące święta i uroczystości mariawickie: 
- I niedziela października - Matki Bożej Różańcowej
- 2 października – Aniołów Stróżów
- 4 października – św. Franciszka z Asyżu i Imienia Mateczki
- 18 października – św. Łukasza Ewangelisty
- 24 października – św. Rafała Archanioła
- 28 października – św. Szymona i Tadeusza Apostołów
- ostatnia niedziela października - Uroczystość Dziękczynienia (obchodzona w Kościele Katolickim Mariawitów)

### Listopad
Jest czasem modlitwy za zmarłych, kontemplacji spraw ostatecznych, w kościołach i kaplicach odprawiane są Msze święte żałobne, połączone z wyczytywaniem wypominków, procesjami na cmentarzach i różańcem za zmarłych. Pod koniec miesiąca organizowane są zabawy andrzejowe i katarzynkowe. 
Liturgia ostatniej niedzieli po Zesłaniu Ducha Świętego koncentruje się na sądzie Bożym i powtórnym przyjściu Chrystusa w chwale i majestacie.
W listopadzie obchodzone są następujące święta i uroczystości mariawickie:
- 1 listopada – Wszystkich Świętych
- 2 listopada – Dzień Zaduszny
- 5 listopada – św. Zachariasza i Elżbiety, rodziców Jana Chrzciciela
- 11 listopada – św. Marcina, w Polsce obchodzone jako Narodowe Święto Niepodległości.
- 21 listopada – Ofiarowanie Najświętszej Maryi Panny
- 28 listopada – Męczeństwa Duchowego św. Marii Izabeli Arcykapłanki (obchodzona w Kościele Katolickim Mariawitów)
- 30 listopada – św. Andrzeja Apostoła

### Grudzień
To czas przedświątecznych przygotowań, w wielu miejscach organizowane są rekolekcje adwentowe lub adwentówki, czyli integracyjne spotkania dla parafian polegające na przybliżeniu znaczenia Adwentu w życiu chrześcijan. Ostatni tydzień to świętowanie Bożego Narodzenia i pożegnanie Starego Roku.
W grudniu obchodzone są następujące święta i uroczystości mariawickie:
- 8 grudnia – Niepokalane Poczęcie Najświętszej Maryi Panny
- 18 grudnia – Oczekiwania Najświętszej Maryi Panny (obchodzona w Kościele Katolickim Mariawitów)
- 21 grudnia – św. Tomasza Apostoła
- 25 grudnia – Boże Narodzenie
- 26 grudnia – II dzień świąt Bożego Narodzenia i św. Szczepana Diakona i Męczennika
- 27 grudnia – III dzień świąt Bożego Narodzenia i św. Jana Apostoła i Ewangelisty
- 28 grudnia – świętych Młodzianków Męczenników
- 31 grudnia - św. Sylwestra Biskupa i Zakończenie Starego Roku